# Carl Anton Vincens Dolezalek

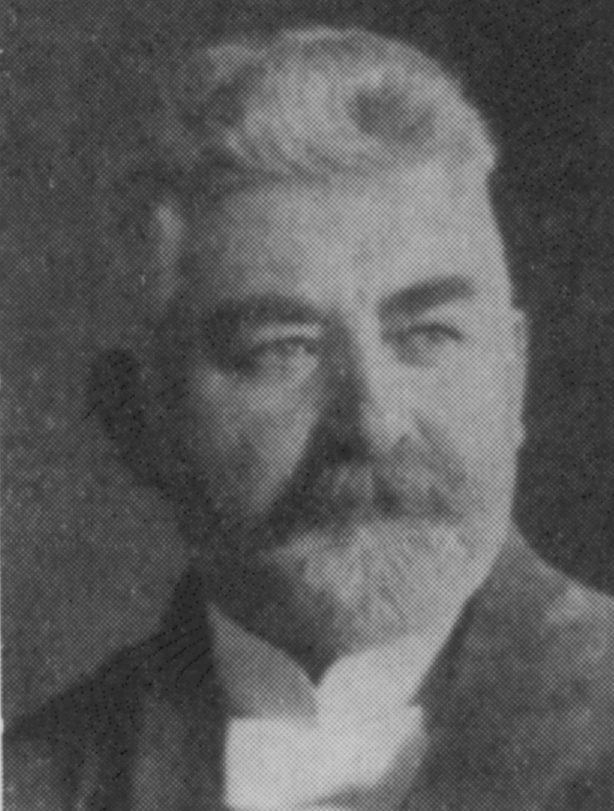
Carl Anton Vincens Dolezalek

Carl Dolezalek (vollständiger Name Carl Anton Vincens Dolezalek; * 28. März 1870 in Mediasch in Siebenbürgen; † 9. September 1952 in Wennigsen am Deister) war ein deutscher Bauingenieur und Professor an der Technischen Hochschule Hannover.

## Leben

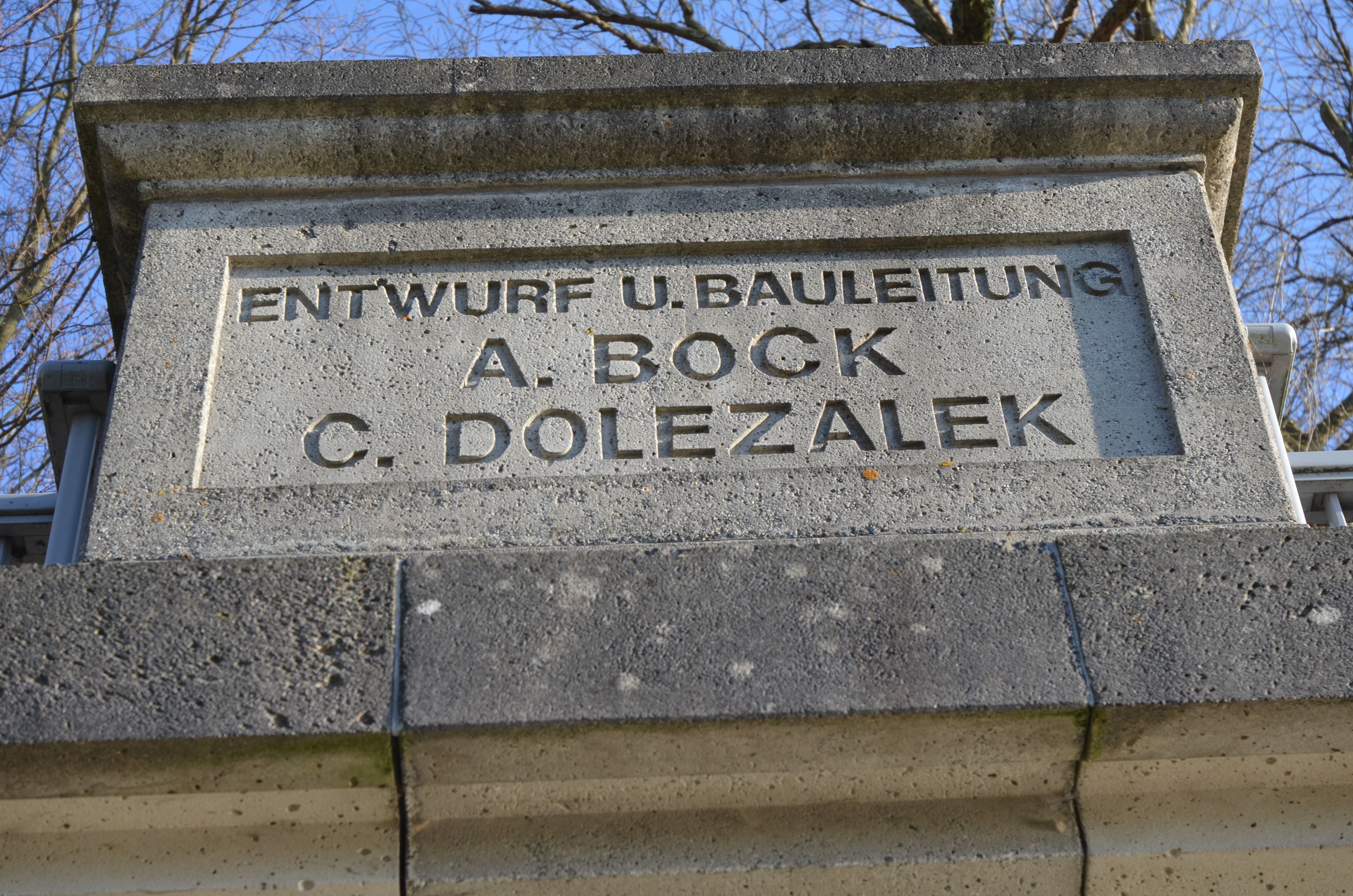
Inschrift auf der Dreibogenbrücke über die Leine in Grasdorf bei Laatzen, Region Hannover

Carl Anton Vincens Dolezalek wurde als Sohn des Eisenbahn- und Tunnelbauingenieurs und späteren Hochschullehrers in Hannover Karl Dolezalek geboren. Dessen Familie zog kurz nach der Geburt des jüngeren Sohnes Friedrich Dolezalek 1873 in das schweizerische Göschenen. Dort wirkte Vater Karl Dolezalek am Bau des Gotthardtunnels mit. 1877 wurde Karl als Professor nach Hannover berufen, sodass seine Familie mitkam.
Vom 20. Juni 1895 bis zum 3. März 1896 erarbeitete Dolezalek als Ingenieur des Braunschweiger Unternehmers G. Luther die Vorarbeiten für die Hafenanlagen in Montevideo.
Am 15. Mai 1897 bestand Dolezalek die Prüfung als Regierungsbauführer. Nur wenig später begann er am 16. August des Jahres als Ingenieur der „städtischen Kanalisation und Wasserwerke zu Hannover“. Nur wenige Wochen später wirkte er parallel dazu vom 6. Dezember desselben Jahres bis 31. März 1898 als Hilfsassistent für Baukonstruktionslehre für Maschineningenieure an der TH Hannover.
Carl Anton Vincens Dolezalek machte sich als Bauingenieur auch international einen Namen „mit einer ersten ganz flach  gespannten Betonbrücke“: Unter dem Direktor der Städtischen Kanalisations- und Wasserwerke von Hannover, Anselm Bock, entwarf er die unter seiner Bauleitung durch die in Holzminden ansässige Firma B. Liebold errichtete Leinebrücke bei Grasdorf über die Leine in Grasdorf.
1901 arbeitete Dolezalek probeweise als technischer Oberbeamter der Wasser-, Gas- und Elektrizitätswerke. Ab dem 1. September 1902 wirkte er als Stadtbauinspektor der Wasserwerke. Zum 1. November 1904 übernahm er die Aufgaben als Abteilungsingenieur des städtischen Kanalbauamtes von Wiesbaden. Ab dem 1. Juli 1905 wirkte er als Dozent für Baukonstruktionslehre für Maschineningenieure und für technisches Zeichnen für Bauingenieure an der Technischen Hochschule Hannover.
Er war Mitglied des Deutschen Werkbundes.
Er unterzeichnete im November 1933 das Bekenntnis der Professoren an den deutschen Universitäten und Hochschulen zu Adolf Hitler.
Vom 1. Trimester 1940 bis zum Sommersemester 1941 vertrat Dolezalek den Lehrstuhl für Baukonstruktionslehre und Holzbau.
Dolezaleks Sohn Carl Martin Dolezalek wurde Maschinenbauingenieur und ebenfalls Hochschullehrer.

## Ehrungen
„In Anerkennung seiner langjährigen Verdienste um die Technische Hochschule“ wurde Dolezalek am 28. März 1950 zum Ehrenbürger der TH Hannover ernannt.